# Cordillera Cayoosh
La cordillera Cayoosh es la sección más septentrional de las cordilleras Lillooet, que son una subcordillera de las montañas del Pacífico de las montañas Costeras en Columbia Británica, Canadá. La cordillera cubre un área de unos 3770 km² y tiene aproximadamente 65 km de SO a NE y unos 20 km de SE a NW. 
En algunos sistemas de clasificación se considera que la cordillera Lillooet forma su propio grupo, en lugar de ser una subdivisión de la cordillera del Pacífico, aunque la cordillera Bendor, al norte de la cordillera Cayoosh a través del lago Anderson, se clasifica como parte de la cordillera del Pacífico, lo que tendería a implicar que las cordilleras Cayoosh y Lillooet también lo serían. 
La cordillera Cayoosh está definida por el valle del arroyo Cayoosh en el sur, al que sigue el tramo de Duffey Lake Road de la autopista 99, desde Pemberton-Mount Currie hasta Lillooet, que se encuentran en los respectivos extremos occidental y oriental de la cordillera. El puerto de Cayoosh, entre la cabecera del lago Duffey y el descenso al valle de Pemberton en el lago Lillooet, fue atravesado por primera vez por un no nativo de Sapper James Duffey de los Ingenieros Reales en 1860, quien lo estudió (y luego lo descartó) como una posible alternativa terrestre a la carretera Douglas. El flanco norte de la cordillera es el valle de los lagos Seton y Anderson y la división del río Gates a través del paso Pemberton con el valle inferior del río Birkenhead, que es el perímetro occidental de la cordillera. 
Los picos con nombre en la cordillera están confinados al extremo occidental de la misma, pero las cumbres más altas, en su mayoría sin nombre oficial pero bien conocidas por los escaladores y excursionistas, están en la parte oriental de la cordillera. La parte occidental de la cordillera es de carácter costero-alpino, con pequeños glaciares y fuertes nevadas. La parte oriental, más alta de la cordillera, linda con el clima semiárido típico del cañón Fraser y el resto del interior y no tiene campos de nieve o hielo permanentes, y es conocida por sus hermosas praderas alpinas y las impresionantes vistas de las cordilleras circundantes al norte, sur y este. 
La cumbre más alta es la Goat Mountain, un pico poco visitado con una elevación de 2855 m entre la cabecera del lago Seton y la cabecera del arroyo Downton, que es un afluente del arroyo Cayoosh. Es la tercera cumbre más alta de la cordillera Lillooet después de la montaña Skihist y la montaña Petlushkwohap, que se encuentran en la cordillera Cantilever al oeste de Lytton. 
El segundo pico más alto de la Cordillera Cayoosh es el monte Marriott de 2735 m, al sur de D'Arcy (N'quatqua); no lleva el nombre de la familia de los hoteles-imperios del mismo nombre, sino el de un oficial de las RCAF que murió en acción en la Segunda Guerra Mundial. Otras cumbres son la montaña Cayoosh, de2561 m, el pico Cirque, de 2531 m, el monte Gardiner, de 2406 m, el monte Oleg, de 2587 m, el monte Saxifrage, de 2501 m, y el monte Rohr, de 2423 m. 